# He's slippin' 'em bread... Dig?
He's slippin' 'em bread... Dig? es el 119° episodio de la serie de televisión norteamericana Gilmore Girls.

## Resumen del episodio
Dado que Lorelai y Rory ya están amistadas, van juntas al restaurante de Luke y comparten la noticia de su reencuentro; además, reflexionan sobre lo que recién han vivido. Rory también le cuenta a Lorelai sobre su reciente separación de Logan. Lane y su banda van a tener una presentación ante los miembros de una importante disquera, sin embargo todo se arruina cuando Zach se siente celoso de que Brian escribiera una canción con el título "Lane" (título que él no quiso utilizar antes), entonces se empiezan a pelear en el escenario y son sacados del local. 
Christopher almuerza con Lorelai y le cuenta que ha heredado toda la fortuna de su abuelo recién fallecido, y en una segunda reunión con Rory, le dice a su hija que le pida lo que sea. A Rory se le ocurre que su padre le pague la universidad, para que así ya ellas no tengan que depender de Emily y Richard. 
Entre tanto, en el Dragonfly se inician los preparativos para la cena del Día de Acción de Gracias, y Luke intenta comunicarse con su hija recién descubierta, April, y la madre de esta. Mientras Lorelai le cuenta de la reunión con Christopher y el motivo, él no le comenta nada de su hija, pero antes se lo había dicho a Liz. Honor llama a Rory para decirle que lamenta su ruptura con Logan.

## Errores
- Cuando Lane pide a Rory que le grabe en el concierto para la discográfica le dice que será el próximo miércoles, pero luego Lorelai dice que es esa noche, cuando le contesta a Lane que no podrá ir porque trabaja.
- Mientras Lane está hablando con Rory en el restaurante de Luke, se ve a través de la puerta que una pareja pasa dos veces en la calle, pero en la misma dirección.
- Lorelai se refiere a Sherry como "su esposa" (de Christopher). Sin embargo, no hay razón para que ella la llame así, y además, sabemos que no se habían casado.

- Datos: Q5893100